# Kostjantyn Symtschuk
Kostjantyn Mykolajowytsch Symtschuk (ukrainisch Костянтин Миколайович Симчук, russisch Константин Николаевич Симчук/Konstantin Nikolajewitsch Simtschuk; * 26. Februar 1974 in Kiew, Ukrainische SSR) ist ein ehemaliger ukrainischer Eishockeytorwart, der einen Großteil seiner Karriere beim HK Sokol Kiew unter Vertrag stand. Er ist derzeit Cheftrainer des HK Sokil Kiew in der ukrainischen Eishockeyliga und Assistenztrainer der ukrainischen Nationalmannschaft. Sein Sohn Mychajlo ist ebenfalls ukrainischer Nationalspieler.

## Karriere

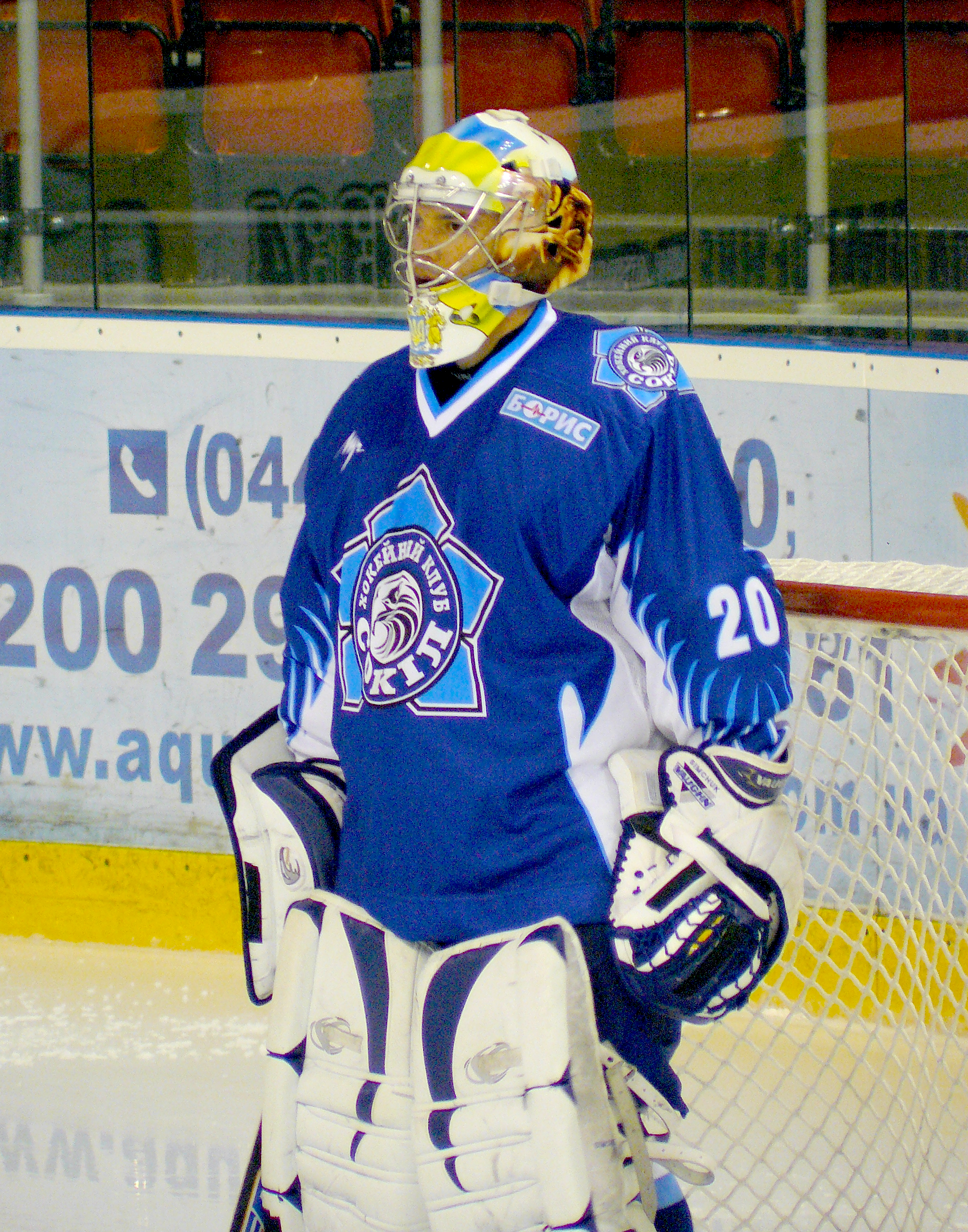
Symtschuk im Trikot des HK Sokol Kiew

Kostjantyn Symtschuk begann seine Karriere als Eishockeyspieler in seiner Heimatstadt, in der er von 1993 bis 1997 für den HK Sokil Kiew in der russischen Superliga, sowie der East European Hockey League aktiv war. Anschließend verbrachte der Torwart vier Jahre in Nordamerika, wo er für Las Vegas Thunder in der International Hockey League, die Port Huron Border Cats, Knoxville Speed und die Fort Wayne Komets in der United Hockey League, sowie die Tacoma Sabercats, Bakersfield Condors und San Diego Gulls in der West Coast Hockey League aktiv war. In der Sommerpause 1999 lief er zudem in der professionellen Inlinehockeyliga Roller Hockey International für die Las Vegas Coyotes auf. Die Saison 2000/01 beendete er bei seinem Ex-Club HK Sokol Kiew, für den er allerdings nur einmal in der Eastern European Hockey League zum Einsatz kam. 
Von 2001 bis 2008 stand Symtschuk durchgehend in der russischen Superliga unter Vertrag. Dort spielte er in diesem Zeitraum für den HK Spartak Moskau, Salawat Julajew Ufa, HK Sibir Nowosibirsk, HK Metallurg Magnitogorsk, HK MWD Twer und HK ZSKA Moskau. Zur Saison 2008/09 wurde er von seinem Ex-Club aus Nowosibirsk für die erste Austragung der neu gegründeten Kontinentalen Hockey-Liga verpflichtet und stand bei einem Gegentorschnitt von 3.69 in insgesamt nur 13 Spielen zwischen den Pfosten. Die folgende Spielzeit überbrückte er in seiner ukrainischen Heimat beim HK Sokil Kiew, der in der Zwischenzeit in die belarussische Extraliga aufgenommen worden war. Für die Saison 2010/11 schloss sich der Olympiateilnehmer von 2002 zunächst dem neu gegründeten HK Budiwelnik Kiew aus der KHL an. Nachdem dieser aufgrund von Verzögerungen bei der Stadionrenovierung den Spielbetrieb nicht aufnehmen konnte, blieb Symtschuk bei Sokil Kiew in der Extraliga, wo er 2013 seine Karriere beendete.

### International
Für die Ukraine nahm Symtschuk im Juniorenbereich an der U20-Junioren-C-Weltmeisterschaft 1993 sowie der U20-Junioren-B-Weltmeisterschaft 1994 teil. Im Seniorenbereich trat er für sein Land bei den C-Weltmeisterschaften 1996 und 1997 sowie nach Umstellung auf das heutige Divisionssystem an den Weltmeisterschaften der Division I 2009, als er die zweitbeste Fangquote nach dem Italiener Thomas Tragust erreichte, 2010 und 2011 sowie der Top-Division 2001, 2002, 2003, 2004, 2005 und 2006 an. Des Weiteren stand er im Aufgebot der Ukraine bei den Olympischen Winterspielen 2002 in Salt Lake City und der Qualifikation zu den Olympischen Winterspielen 2010 in Vancouver.

### Trainertätigkeit
Nach seiner aktiven Tätigkeit schlug Symtschuk die Trainerlaufbahn ein. Bei den Weltmeisterschaften der Division I 2014 und 2015 fungierte er als Torwarttrainer der ukrainischen Auswahl. Von 2015 bis 2017 war er Assistenztrainer der Generals Kiew in der ukrainischen Eishockeyliga. Anschließend wechselte er zum HK Sokil Kiew, wo er seit 2022 Cheftrainer ist. Zudem ist er seit 2021 Assistenztrainer der ukrainischen Nationalmannschaft.

## Erfolge und Auszeichnungen
- 1993: Aufstieg in die B-Gruppe bei der Junioren-C-Weltmeisterschaft
- 1994: Bester Torwart bei der Junioren-B-Weltmeisterschaft
- 1997: Aufstieg in die B-Gruppe bei der C-Weltmeisterschaft
- 2005: Ukrainischer Eishockeyspieler des Jahres